# Aplat
Pour l’article ayant un titre homophone, voir À plat.

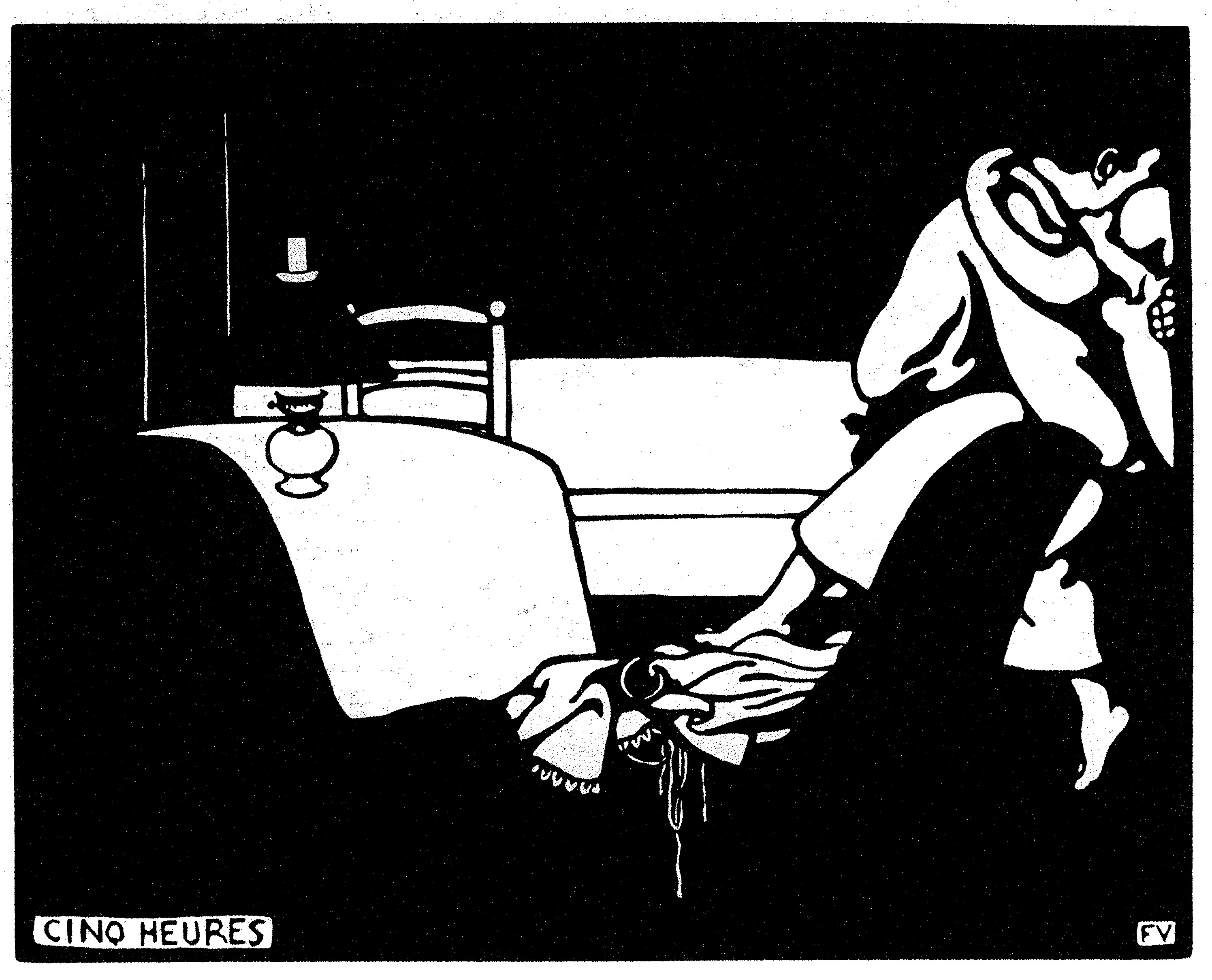
Gravure sur bois en aplat, par Félix Valloton.

En peinture, imprimerie et arts graphiques, un aplat ou à-plat est une surface de couleur uniforme, qui ne varie ni en luminosité, ni en pureté. Les artistes-peintres parlent aussi de teinte plate, par opposition au dégradé et au modelé.

## Histoire
Dans l'Antiquité grecque, la céramique à figures rouges présente un dessin rempli en aplat. Le procédé persiste en Europe jusqu'à la Renaissance.

## Beaux-arts
En peinture artistique, on parle d'aplat surtout pour des teintes soutenues nettement délimitées, fréquemment, mais pas toujours, cernées par une ligne de contour plus ou moins large.
Dans la technique de la peinture classique, on établit le dessin, puis on peint en « teintes plates » le ton local avant de simuler le relief des objets et des personnages et les ombres par le modelé. Cependant, les peintres ne recherchaient pas en général une uniformité rigoureuse de la couche picturale, mais plutôt une « vibration » qui leur était souvent personnelle, tenant à leur façon de mélanger les couleurs, à leur choix de brosse, à leur touche de pinceau. Le modelé dissimulait cette phase intermédiaire. André Lhote a estimé que la peinture moderne devait « délaisser non seulement le modelé, mais encore la modulation ».
D'autres techniques, comme le vitrail, l'émail cloisonné, le papier découpé, se fondent sur les couleurs plates. L'aplat suppose une stylisation, c'est-à-dire une réduction aux lignes principales et a un caractère nettement décoratif. D'importants courant de la peinture moderne le valorisent, à l'instar de Henri Matisse, du douanier Rousseau, de Piet Mondrian.

## Imprimerie
En imprimerie, le procédé mécanique de reproduction ne produit que des teintes uniformes ; la production d'aplats est cependant rendue délicate par la charge d'encre d'une grande surface, bien plus difficile à maîtriser que celle de traits ou de points isolés, particulièrement quand l'impression doit être rapide, comme dans la presse.
La gravure sur cuivre, l'eau-forte ne connaissent d'autre aplat que celui obtenu par des hachures régulières ou par morsure de l'acide au moyen de techniques telles que l'aquatinte, mais le rendu n'est pas uni. La gravure sur bois, la lithographie, l'offset, la sérigraphie peuvent en produire. Des hachures, le grain irrégulier de la pierre grenée de la lithographie en demi-teintes, des trames impriment des aplats, pourvu que le ton ne varie pas et qu'à la distance normale d'observation, ces procédés soient invisibles. Agrandis pour devenir visibles comme dans les œuvres de Roy Lichtenstein, ces aplats deviennent des textures.

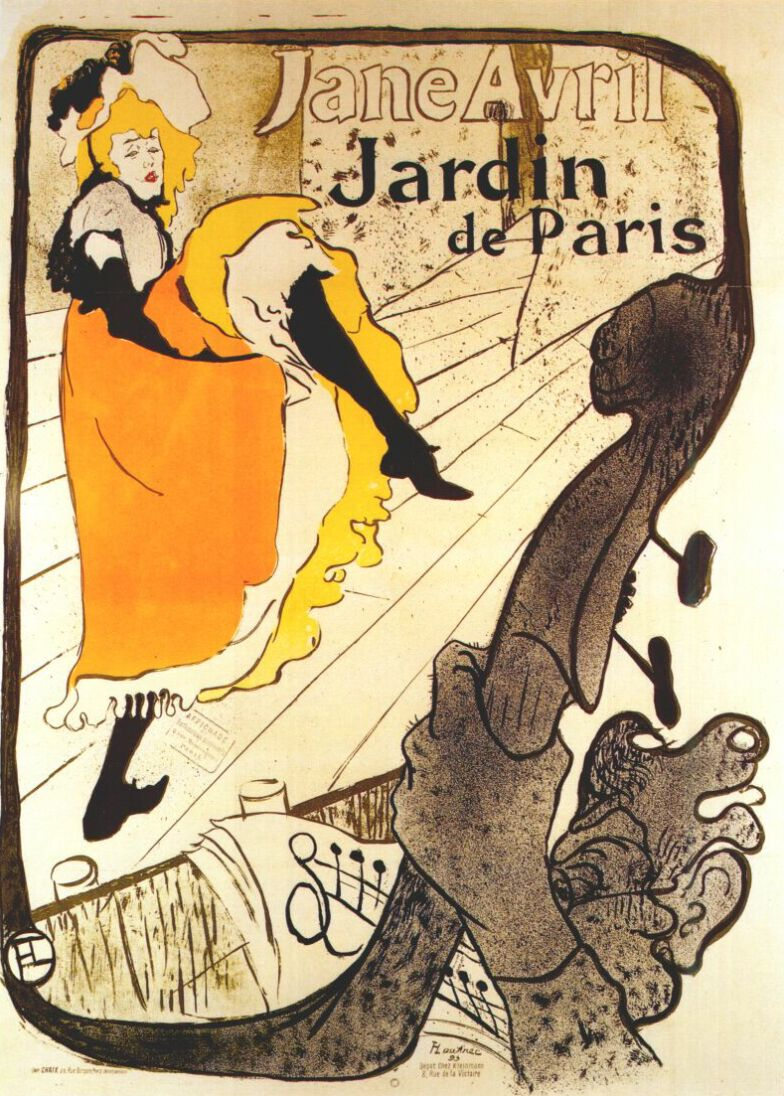
Affiche de Henri de Toulouse-Lautrec : la lithographie permet des nuances dans les fonds et le premier plan, et des aplats (noir, rouge, orange) dans la robe et la coiffure de Jane Avril.

Par son effet visuel puissant, l’aplat a été privilégié dans l’affiche[réf. souhaitée].
En photogravure ou en publication assistée par ordinateur, l'aplat désigne la valeur 100 % d'une couleur et, pour l'imprimeur, la puissance maximum de l'encre utilisée qui peut se mesurer par sa densité évaluée à l'aide d'un densitomètre[réf. nécessaire].
En typographie, on appelait « aplat » la planche gravée sur bois ou sur métal qui sert à appliquer un rehaut de couleur plate à un dessin imprimé.
Bien que les sens soient proches, il ne faut pas confondre « aplat » ou « à-plat » avec la locution « à plat », employée pour désigner une technique d’impression non basée sur le relief, comme la lithographie ou l’offset (l’encre est retenue ou refusée selon le traitement de la pierre lithographique ou de la plaque offset), ou encore la sérigraphie (l’encre passe à travers l’écran textile aux endroits qui ne sont pas obturés). La confusion est fréquente chez de nombreux auteurs (voir gravure)[réf. souhaitée]. L'impression à plat, feuille par feuille s'oppose aussi à la rotative, dans laquelle une feuille continue passe entre des rouleaux imprimeurs.
En papeterie, l'« à-plat » est la propriété d’une feuille de papier à se présenter naturellement plane, sans plis ni défauts de surface.